# Стамен Григоров
Стамен Гигов Григоров е български микробиолог и лекар. Той е първият учен, описал бактерията Lactobacillus delbrueckii subsp. bulgaricus – микроорганизъм, предизвикващ образуване на кисело мляко.

## Биография
Роден е в село Извор, Трънско, през 1878 година. Завършва гимназия в София. Следва естествени науки в Монпелие.
Прави докторантура по медицина в Женевския университет. Дисертацията му е на тема „Принос към патогенезиса на апендицита“. Отличена е със специална награда на университета.
Работи в Женевския университет като асистент на проф. Леон Масол, професор по бактериология. Той оценява ерудицията на младия българин и го насочва в научните му занимания, осигурява му достъп до модерни лаборатории, в които да изследва киселото мляко, изпращано от съпругата му Даринка от България.
През 1905 г. д-р Стамен Григоров за пръв път описва млечнокиселия микроорганизъм, който предизвиква ферментацията, необходима за получаване на българско кисело мляко. Първоначално описва млечнокиселата пръчица като „Бацил А“. По-късно микроорганизмът е наречен „Лактобацилус булгарикус“ в чест на родината на неговия първооткривател. Днес официалното име на този микроорганизъм е Lactobacillus delbureckii subsp. bulgaricus (Grigoroff, 1905).
Публикацията в престижното швейцарско медицинско списание „Ревю Медикал дьо ла Сюис Романд“ заслужено предизвиква интереса на целия световен научен елит. Д-р Стамен Григоров докладва своите резултати в Пастьоровия институт по микробиология в Париж. Ръководството на института възлага на руския учен Иля Мечников – бъдещ лауреат на Нобелова награда за физиология или медицина, да потвърди докладваните данни. Мечников потвърждава резултатите на д-р Григоров и въз основа на тях изгражда своята теория за стареенето.
На д-р Стамен Григоров са предложени редица престижни постове – професор в Женевски университет, директор на Пастьоровия институт в Сао Паоло и други. Той отказва и в края на 1905 г. се връща в своето отечество. Започва работа като околийски лекар и управител на болницата в Трън – днес тя носи неговото име.
След завръщането си започва изследвания за създаване на противотуберкулозна ваксина. Негова статия по темата излиза на 29 декември 1906 г. в парижкото списание „Прес Медикал“.
През Балканската война заминава на фронта, където е военен лекар. В края на войната е демобилизиран и се завръща към предишната си работа в Трън. По време на Междусъюзническата война в битката на Калиманско поле е ранен брат му Христо. Въпреки усилията на Стамен брат му почива от раните си на 32 години.
През Първата световна война д-р Григоров отново е военен лекар на фронта. В Петричко се бори с избухналата холерна епидемия. Награден е с орден „За храброст“ и златен медал „Червен кръст“.
В периода 1922 – 1924 г. изпробва противотуберкулозната си ваксина в клиниката на проф. Парашкев Стоянов (Александровска болница, София). Работи в Търново, Горна Оряховица, Провадия и Варна.
След 1935 г. в Италия продължава изследванията си върху туберкулозата. Завръща се в България през 1944 година, а работата му в Италия е продължена от сина му д-р Александър Григоров.
Почива на 27 октомври 1945 г. в София.

## Памет
Днес в центъра на с. Студен извор в реставрирана къща е създаден Музей на киселото мляко. Родната къща на д-р Стамен Григоров се намира в началото на селото в близост до музея.
На негово име е наречена улица в квартал „Изток“ в София (Карта).
На д-р Стамен Григоров е наименуван ледник на остров Брабант в Антарктика – Григоров ледник.